# Болдирєв Юрій Олександрович
Юрій Олександрович Болдирєв (нар. 16 лютого 1951) — український проросійський політик, народний депутат СРСР, народний депутат України II, V і VI скликань; заступник голови Комітету з питань культури і духовності (з 07.2004), член фракції Партії регіонів (з 05.2006).

## Біографія
Народився 16 лютого 1951 року в місті Сталіно (Донецьк) у сім'ї військовослужбовця; росіянин; одружений; має дочку.
Освіта: Донецький державний університет, фізичний факультет (1976), викладач фізики.
Народний депутат СРСР (1989—1991), член Міжрегіональної депутатської групи. 10.1992-97 — член Президії ГКУ; секретар ПРВУ (з 10.1997), член президії Політради ПРВУ; член політвиконкому ПРВУ (03.1999-2000). Заступник голови громадського об'єднання «Путь православних».
Народний депутат України 2-го скликання з 04.1994 (2-й тур) до 04.1998, Кіровський-Шахтарський виборчий округ № 112, Донецька область, висунутий трьома колегами Головного підкомітету з питань аналізу і законодавчого регулювання регіональних бюджетів Комітету з питань бюджету. Член (уповноваж.) МДҐ. По закінченню СШ працював слюсарем, Донецький енергозавод. 1976-78 — служба в армії. З 1978 — інженер наладного управління З 1983 — стовбурний клітьового стовбура, підземний електрослюсар, шахта імені Горького. 1989 — очолив страйком шахти, співголова Регіонального союзу страйкомів Донбасу. Як депутат Донецької облради був одним з ініціаторів роботи з регіонального самоврядування, з проведення місцевого референдуму про 2 державні мови — української і російської, з відновлення трансляції програми «Маяк» і телепрограми «Останкино». З 03.1993 — заступник голови Донецького міськвиконкому (робота з суспільними, молодіжними, профспілковими, політичними організаціями, засобами масової інформації, закладами культури і спорту).
03.1998 — кандидат в народні депутати України від ПРВУ, № 8 в списку. На час виборів: народний депутат України, член ПРВУ.
Народний депутат України 5-го скликання з травня 2006 по листопад 2007 від Партії регіонів, № 162 в списку. На час виборів: пенсіонер, безпартійний.
Народний депутат України 6-го скликання з березня 2010 по грудень 2012 від Партії регіонів, № 181 в списку.

## Нагороди
- Орден «За заслуги» III ст. (16 лютого 2011) — за значний особистий внесок у державне будівництво, багаторічну плідну законотворчу та громадсько-політичну діяльність[6].
- Медаль Пушкіна (Російська Федерація, 9 лютого 2013) — за великий внесок у збереження та популяризацію російської мови та культури за кордоном[7].

## Погляди
На особистому сайті Болдирєв розмістив написаний у 2009 році російською мовою вірш Галичина — наріст на тілі України[недоступне посилання з червня 2019]:

| Галичина - наріст на тілі України. На дерева стовбурі, як чага або хост. Поки він соки п'є - лише гриб він, якщо ж нині Його відрізати - він ліки. У зростання Піде любов її до нас, наша до неї. Благослови, Господь, розлучення мерщій! Оригінальний текст (рос.) Галиция - нарост на теле Украины. На дерева стволе, как чага или хост. Пока он соки пьёт - лишь гриб он, если ж ныне Его отрезать - он лекарство. В рост Пойдёт любовь её к нам, наша к ней. Благослови, Господь, расстаться поскорей! |
У червні 2010 р. в Лівадії під час фестивалю «Великое русское слово» Юрій Болдирєв заявив, що маючи у своєму складі Галичину, Україна буде перебувати в перманентній політичній кризі, і ніколи не відбудеться як повноцінна держава.

| Від'єднавши Ліфляндію, Росія змогла знайти стабільність, подолати наслідки пакту Молотова — Ріббентропа. До тих пір, поки ті території, які були захоплені кривавим диктатором Сталіним у європейців будуть залишатися в складі нашої країни, я думаю, ця бовтанка буде продовжуватися. Тому є різні можливості для стабілізації ситуації в нашій країніОригінальний текст (рос.) Отсоединив Лифляндию, Россия смогла обрести стабильность, преодолеть последствия пакта Молотова- Риббентропа. До тех пор, пока те территории, которые были захвачены кровавым диктатором Сталиным у европейцев будут оставаться в составе нашей страны, я думаю, эта болтанка будет продолжаться. Поэтому есть разные возможности для стабилизации ситуации в нашей стране. |
У 2006 році Болдирєв на Світовому конгресі співвітчизників у Санкт-Петербурзі для вирішення проблеми знелюднення російського Сибіру і масової міграції китайців запропонував переселяти туди громадян України з Волині та Житомирщини. Він також часто робить антиукраїнські заяви.
Болдирєв один з ініціаторів введення російської мови як другої державної. Ратував за трансляцію в Україні державних російських телеканалів і радіостанцій. Болдирєв в негативному контексті згадував українського гетьмана Івану Мазепу, підтримував ідею російського патріарха Кирила перейменувати у Києві вулицю Мазепи на Спаську.
Болдирєв був одним з ініціаторів введення в Верховній Раді обов'язкового ритуалу: перед кожним пленарним засіданням у сесійній залі усім депутатським хором співати духовний гімн «Боже великий, єдиний, нам Україну храни…», на його думку виконання цього твору підвищуватиме моральні якості членів парламенту, ефективність їхньої законодавчої праці. В'ячеслав Коваль, секретар парламентського Комітету з питань регламенту, депутатської етики та забезпечення діяльності Верховної Ради України характеризував цю ініціативу як цинічну і таку що вийшла від українофобів.
Юрій Винничук вважає, що Болдирєв віддавна себе асоціює лише з Росією, хизується своїм російським патріотизмом і дотримується поглядів Путіна, якого славить і возносить.
Болдирєв заявляв, що в Україні буде побудовано монархію. На запитання про претендента на український «престол», депутат відповів, що «імператор явиться, а не з'явиться … Це велика таємниця … Сьогодні такої людини ще немає» — сказав Болдирєв під час телемарафону, присвяченого виборам-2010.
За твердженням журналіста Ігоря Лосєва, Болдирєв доводив, що жодної України «не було, немає й не буде», цитуючи тексти Пилипа Орлика, де сподвижник Івана Мазепи часто вживає стосовно України поняття «Русь» і «козача нація». Ігор Лосєв вважає, що «докази» Болдирєва можуть справити враження лише на людей, страшенно далеких від історії питання, особливо спекуляції на етнонімах «Русь» і «руський».
В 2011 році під час виступу на посольських вечорах посла Російської Федерації в Україні виступив з антиконституційною заявою про бажане для нього розділення України «… Цю країну можна утримати, тільки маючи НКВД, МГБ, КДБ і КПРС. … Я за те, щоб вона позбулася від Галичини. Якщо прибрати Галичину з моєї країни і залишити справжню Україну з Донбасом і Кримом, це і буде першая Росія. А там буде Російська Федерація»". Свій виступ Юрій Болдирєв закінчив словами про те, що «Галичина — наріст на тілі України».
5 червня 2012 голосував за проект Закону України «Про засади державної мовної політики», в якому затверджується посилення статусу російської мови.
2 березня 2012 року в ефірі «Великої політики» заявив, що вважає Путіна царем. «Путін — це Штірліц, і Путін — це цар, і цим визначається любов до нього певної частини російського суспільства і цим визначається його легітимність».